# 리차드 재켈

리처드 제이컬(Richard Jaeckel, 1926년 10월 10일 ~ 1997년 6월 14일)은 미국의 배우이다.
롱비치에서 태어났으며 우들랜드힐스에서 사망하였다. 사인은 흑색종이다.

## 출연 작품
- 너클 웨폰 (1993년)
- 특명 어벤저 4 - 왕중왕 (1991년)
- 델타 포스 2 (1990년)
- 블랙 문 라이징 (1986년)
- 특공대작전 2 - 재편성 부대 (1985년)
- 스타맨 (1984년)
- 살인 기계 (1984년)
- 에어플레인 2 (1982년)
- 캘리포니아 돌스 (1981년)
- 허비 - 흥분하다 (1980년)
- 더 다크 (1979, The Dark)
- 델타 폭스 (1979년)
- 미합중국 최후의 날 (1977년)
- 그리즐리 (1976년)
- 워킹 톨 2 (1975년)
- 명탐정 하퍼 2 (1975년)
- 아웃핏 (1974년)
- 파이어하우스 (1973년)
- 관계의 종말 (1973년) - 킵 맥키니 보안관 역
- 울자나스 레이드 (1972년) - 서전트 역
- 스탬퍼가의 대결 (1971년)
- 해저군함 2 (1969년)
- 감마 3호 우주대작전 (1968년)
- 코만도 전략 (1968년)
- 더티더즌 (1967년) - Sgt. 클라이드 보렌 역
- 내스티 보이스 (1966년)
- 서부를 향해 달려라 (1965년)
- 포 포 텍사스 (1963년)
- 타운 위드 피티 (1961년)
- 갤런트 아워스 (1960년)
- 플레이밍 스타 (1960년)
- 나자와 사자 (1958년)
- 건 러너스 (1958년)
- 라인업 (1958년)
- 카우보이 (1958년)
- 결단의 3시 10분 (1957년) - 찰리 역
- 공격 (1956년)
- 빅 리거 (1953년)
- 나의 아들 존 (1952년)
- 사랑하는 시바여 돌아오라 (1952년)
- 건파이터 (1950년)
- 배틀그라운드 (1949년)
- 유황도의 모래 (1949년)
- 윙 앤 프레어 (1944년)
- 과달카날 다이어리 (1943년)

### 텔레비전
- SOS 해상 구조대 (1989년)
- 탐정 스펜서 (1985년)
- 제1구조대 (1979년)
- 보난자 (1959년)
- FBI (1965년)
- 페리 메이슨 (1957년)
- 딜론 보안관 (1955년)
- 디즈니랜드 (1954년) - 에드 컨 역
- 달라스 (1978년)